# Prix Versailles 2019
Il Prix Versailles 2019, 5ª edizione del Prix Versailles ha premiato ventuno vincitori mondiali appartenenti a sette categorie: campus, stazioni, sport, esercizi commerciali, centri commerciali, hotel e ristoranti.

## Calendario
Il 14 maggio 2019 sono state annunciate le selezioni mondiali corrispondenti alle categorie campus, stazioni e sport.
Il 29 maggio 2019 sono stati annunciati i 71 vincitori continentali nelle categorie esercizi commerciali, centri commerciali, hotel e ristoranti.
Il 16 luglio 2019 sono stati annunciati i premi mondiali nelle categorie campus, stazioni e sport.
Il 12 settembre 2019 si è tenuta la cerimonia mondiale presso l'UNESCO, durante la quale sono stati svelati i vincitori a livello mondiale nelle categorie esercizi commerciali, centri commerciali, hotel e ristoranti.

## Giuria mondiale
| Nome                                         | Funzione                                               | Nazionalità |
| -------------------------------------------- | ------------------------------------------------------ | ----------- |
| David Adjaye                                 | Architetto                                             | Regno Unito |
| Ferran Adrià                                 | Chef                                                   | Spagna      |
| Francesco Bandarin (presidente della giuria) | Ex-vicedirettore generale per la cultura, UNESCO       | Italia      |
| Iris van Herpen                              | Stilista                                               | Paesi Bassi |
| Alondra de la Parra                          | Direttrice d'orchestra                                 | Messico     |
| Kazuyo Sejima                                | Architetta                                             | Giappone    |
| Philippe Starck                              | Creatore                                               | Francia     |
| Thomas Vonier                                | Presidente dell'Unione internazionale degli architetti | Stati Uniti |

## Palmarès

### Vincitori a livello mondiale
Campus
| Premio o menzione | Progetto                                     | Sede      | Paese       | Architetto o designer        | Paese       |
| ----------------- | -------------------------------------------- | --------- | ----------- | ---------------------------- | ----------- |
| Prix Versailles   | Istituto di scienza e tecnologia di Skolkovo | Mosca     | Russia      | Herzog & de Meuron           | Svizzera    |
| Menzione Interni  | Università di Chicago, Hong Kong Campus      | Hong Kong | Cina        | Revery Architecture          | Canada      |
| Menzione Esterni  | Barnard College, The Miltsein Center         | New York  | Stati Uniti | Skidmore, Owings and Merrill | Stati Uniti |

Stazioni
| Premio o menzione | Progetto                                         | Sede        | Paese   | Architetto o designer                                  | Paese    |
| ----------------- | ------------------------------------------------ | ----------- | ------- | ------------------------------------------------------ | -------- |
| Prix Versailles   | Centro di trasporto turistico del lago Yangcheng | Suzhou      | Cina    | Kengo Kuma & Associates                                | Giappone |
| Menzione Interni  | Montpellier-Sud-de-France                        | Montpellier | Francia | Marc Mimram                                            | Francia  |
| Menzione Esterni  | Stazione di Kenitra                              | Kenitra     | Marocco | Silvio d'Ascia Architecture / Omar Kobbité Architectes | Francia  |

Sport
| Premio o menzione | Progetto                     | Sede     | Paese       | Architetto o designer      | Paese       |
| ----------------- | ---------------------------- | -------- | ----------- | -------------------------- | ----------- |
| Prix Versailles   | Optus Stadium                | Perth    | Australia   | Cox Architecture / Hassell | Australia   |
| Menzione Interni  | Louis Armstrong Stadium      | New York | Stati Uniti | Rossetti Architects        | Stati Uniti |
| Menzione Esterni  | Hangzhou Sports Park Stadium | Hangzhou | Cina        | CCDI Group / NBBJ          | Cina        |

Esercizi commerciali
| Premio o menzione | Progetto             | Sede      | Paese       | Architetto o designer | Paese       |
| ----------------- | -------------------- | --------- | ----------- | --------------------- | ----------- |
| Prix Versailles   | MiCasa Vol.C         | San Paolo | Brasile     | Studio MK27           | Brasile     |
| Menzione Interni  | Celine               | Miami     | Stati Uniti | Valerio Olgiati       | Svizzera    |
| Menzione Esterni  | Apple Piazza Liberty | Milano    | Italia      | Foster + Partners     | Regno Unito |

Centri commerciali
| Premio o menzione | Progetto                | Sede      | Paese       | Architetto o designer            | Paese       |
| ----------------- | ----------------------- | --------- | ----------- | -------------------------------- | ----------- |
| Prix Versailles   | Coal Drops Yard         | Londra    | Regno Unito | Heatherwick Studio               | Regno Unito |
| Menzione Interni  | Tianjin Luneng CC Plaza | Tientsin  | Cina        | Benoy                            | Regno Unito |
| Menzione Esterni  | Prado                   | Marsiglia | Francia     | Benoy / Didier Rogeon Architecte | Regno Unito |

Hotel
| Premio o menzione | Progetto              | Sede                     | Paese     | Architetto o designer | Paese      |
| ----------------- | --------------------- | ------------------------ | --------- | --------------------- | ---------- |
| Prix Versailles   | Six Senses Bhutan     | Thimphu - Paro - Punakha | Bhutan    | Habita Architects     | Thailandia |
| Menzione Interni  | Niehku Mountain Villa | Riksgränsen              | Svezia    | Stylt Trampoli        | Svezia     |
| Menzione Esterni  | Capella Ubud          | Bali                     | Indonesia | Bensley               | Indonesia  |

Ristoranti
| Premio o menzione | Progetto               | Sede     | Paese               | Architetto o designer              | Paese    |
| ----------------- | ---------------------- | -------- | ------------------- | ---------------------------------- | -------- |
| Prix Versailles   | Song's Chinese Cuisine | Canton   | Cina                | Republican Metropolis Architecture | Cina     |
| Menzione Interni  | Kyoto Hyoto            | Kyoto    | Giappone            | Chiba Manabu Architects            | Giappone |
| Menzione Esterni  | Sundy Praia            | Príncipe | São Tomé e Príncipe | Didier Lefort Architectes Associés | Francia  |

### Selezioni mondiali

#### Campus
| Progetto                                        | Sede       | Paese       | Architetto o designer                  | Paese       |
| ----------------------------------------------- | ---------- | ----------- | -------------------------------------- | ----------- |
| Università di Klagenfurt                        | Klagenfurt | Austria     | balloon architekten / Maurer & Partner | Austria     |
| Università di Chicago, Hong Kong Campus         | Hong Kong  | Cina        | Revery Architecture                    | Canada      |
| Barnard College, The Miltsein Center            | New York   | Stati Uniti | Skidmore, Owings and Merrill           | Stati Uniti |
| Università di Stanford, Denning House           | Stanford   | Stati Uniti | Ennead Architects                      | Stati Uniti |
| School of Planning and Architecture, Vijayawada | Vijayawada | India       | MO-OF Architects                       | India       |
| Istituto di scienza e tecnologia di Skolkovo    | Mosca      | Russia      | Herzog & de Meuron                     | Svizzera    |

#### Stazioni
| Progetto                                         | Sede        | Paese   | Architetto o designer                                  | Paese    |
| ------------------------------------------------ | ----------- | ------- | ------------------------------------------------------ | -------- |
| Centro di trasporto turistico del lago Yangcheng | Suzhou      | Cina    | Kengo Kuma & Associates                                | Giappone |
| Terminal crociere Helix                          | Barcellona  | Spagna  | Batlle i Roig Arquitectura                             | Spagna   |
| Montpellier-Sud-de-France                        | Montpellier | Francia | Marc Mimram                                            | Francia  |
| Stazione di Kenitra                              | Kenitra     | Marocco | Silvio d'Ascia Architecture / Omar Kobbité Architectes | Francia  |
| Stazione di Rabat-Agdal                          | Rabat       | Marocco | Youssef Melehi                                         | Marocco  |
| Stazione di Tangeri-Ville                        | Tangeri     | Marocco | Youssef Melehi                                         | Marocco  |

#### Sport
| Progetto                     | Sede         | Paese       | Architetto o designer       | Paese       |
| ---------------------------- | ------------ | ----------- | --------------------------- | ----------- |
| Optus Stadium                | Perth        | Australia   | Cox Architecture / Hassell  | Australia   |
| Hangzhou Sports Park Stadium | Hangzhou     | Cina        | CCDI Group / NBBJ           | Cina        |
| Stadio Édgar Rentería        | Barranquilla | Colombia    |                             |             |
| Louis Armstrong Stadium      | New York     | Stati Uniti | Rossetti Architects         | Stati Uniti |
| Stadio di Najaf              | Najaf        | Iraq        | Hellmuth, Obata + Kassabaum | Stati Uniti |
| Stadio Lužniki               | Mosca        | Russia      | SPEECH Tchoban & Kuznetsov  | Russia      |

### Vincitori a livello continentale

#### Africa e Asia occidentale
Esercizi commerciali
| Premio o menzione | Progetto          | Sede  | Paese               | Architetto o designer | Paese   |
| ----------------- | ----------------- | ----- | ------------------- | --------------------- | ------- |
| Prix Versailles   | Rolex             | Dubai | Emirati Arabi Uniti |                       |         |
| Menzione Interni  | Alexander McQueen | Dubai | Emirati Arabi Uniti | Smiljan Radić         | Cile    |
| Menzione Esterni  | Burma             | Dubai | Emirati Arabi Uniti | Atelier du Pont       | Francia |

Centri commerciali
| Premio o menzione | Progetto                    | Sede      | Paese               | Architetto o designer                  | Paese       |
| ----------------- | --------------------------- | --------- | ------------------- | -------------------------------------- | ----------- |
| Prix Versailles   | The Avenues - Phase IV      | Al Kuwait | Kuwait              | Gensler / Pace                         | Stati Uniti |
| Menzione Interni  | Vadistanbul                 | Istanbul  | Turchia             | iki design group / SOM                 | Turchia     |
| Menzione Esterni  | Fashion Avenue - Dubai Mall | Dubai     | Emirati Arabi Uniti | DP Architects / Kinnersley Kent Design | Singapore   |

Hotel
| Premio o menzione | Progetto                | Sede      | Paese               | Architetto o designer | Paese     |
| ----------------- | ----------------------- | --------- | ------------------- | --------------------- | --------- |
| Prix Versailles   | Abu Dhabi Edition Hotel | Abu Dhabi | Emirati Arabi Uniti |                       |           |
| Menzione Interni  | Kempinski Hotel Muscat  | Mascate   | Oman                | Woods Bagot           | Australia |
| Menzione Esterni  | Omaanda                 | Windhoek  | Namibia             |                       |           |

Ristoranti
| Premio o menzione | Progetto       | Sede     | Paese               | Architetto o designer              | Paese   |
| ----------------- | -------------- | -------- | ------------------- | ---------------------------------- | ------- |
| Prix Versailles   | All'Onda       | Dubai    | Emirati Arabi Uniti | Clavel Arquitectos                 | Spagna  |
| Menzione Interni  | Hakkasan Dubai | Dubai    | Emirati Arabi Uniti |                                    |         |
| Menzione Esterni  | Sundy Praia    | Príncipe | São Tomé e Príncipe | Didier Lefort Architectes Associés | Francia |

#### America centro-meridionale e Caraibi
Esercizi commerciali
| Premio o menzione | Progetto                       | Sede      | Paese   | Architetto o designer | Paese   |
| ----------------- | ------------------------------ | --------- | ------- | --------------------- | ------- |
| Prix Versailles   | MiCasa Vol.C                   | San Paolo | Brasile | Studio MK27           | Brasile |
| Menzione Interni  | Espaço Colletivo + Casa Manual | San Paolo | Brasile | Galeazzo Design       | Brasile |
| Menzione Esterni  | Edificio Comercial Edwards     | Santiago  | Cile    |                       |         |

Centri commerciali
| Premio o menzione | Progetto                 | Sede       | Paese      | Architetto o designer                 | Paese     |
| ----------------- | ------------------------ | ---------- | ---------- | ------------------------------------- | --------- |
| Prix Versailles   | Galería Convento         | Córdoba    | Argentina  | Estudio Montevideo / Pablo Dellatorre | Argentina |
| Menzione Interni  | no consegnato            |            |            |                                       |           |
| Menzione Esterni  | Ciudad Del Este Fase Uno | Curridabat | Costa Rica | Castillo Arquitectos                  | Guatemala |

Hotel
| Premio o menzione | Progetto                 | Sede          | Paese     | Architetto o designer | Paese       |
| ----------------- | ------------------------ | ------------- | --------- | --------------------- | ----------- |
| Prix Versailles   | W Panama                 | Panama        | Panama    | Studio Gaia           | Stati Uniti |
| Menzione Interni  | Accor Ibis Concept Plaza | San Paolo     | Brasile   | FGMF                  | Brasile     |
| Menzione Esterni  | Awasi Iguazú             | Puerto Iguazú | Argentina |                       |             |

Ristoranti
| Premio o menzione | Progetto             | Sede         | Paese     | Architetto o designer        | Paese       |
| ----------------- | -------------------- | ------------ | --------- | ---------------------------- | ----------- |
| Prix Versailles   | Tartuferia San Paolo | San Paolo    | Brasile   | mf+arquitetos                | Brasile     |
| Menzione Interni  | The Nim Bar          | Buenos Aires | Argentina | Hitzig Militello arquitectos | Argentina   |
| Menzione Esterni  | Masa                 | Bogotà       | Colombia  | Studio Cadena                | Stati Uniti |

#### America settentrionale
Esercizi commerciali
| Premio o menzione | Progetto                     | Sede     | Paese       | Architetto o designer | Paese    |
| ----------------- | ---------------------------- | -------- | ----------- | --------------------- | -------- |
| Prix Versailles   | Versace                      | Miami    | Stati Uniti | Curiosity             | Giappone |
| Menzione Interni  | Celine                       | Miami    | Stati Uniti | Valerio Olgiati       | Svizzera |
| Menzione Esterni  | Nike House of Innovation 000 | New York | Stati Uniti |                       |          |

Centri commerciali
| Premio o menzione | Progetto                 | Sede              | Paese       | Architetto o designer      | Paese   |
| ----------------- | ------------------------ | ----------------- | ----------- | -------------------------- | ------- |
| Prix Versailles   | Beverly Center           | Los Angeles       | Stati Uniti | Studio Fuksas              | Italia  |
| Menzione Interni  | Artz Pedregal            | Città del Messico | Messico     | Sordo Madaleno Arquitectos | Messico |
| Menzione Esterni  | The Landmark Guadalajara | Zapopan           | Messico     | Sordo Madaleno Arquitectos | Messico |

Hotel
| Premio o menzione | Progetto               | Sede                  | Paese       | Architetto o designer      | Paese   |
| ----------------- | ---------------------- | --------------------- | ----------- | -------------------------- | ------- |
| Prix Versailles   | Live Aqua Urban Resort | San Miguel de Allende | Messico     | AoMa Estudio               | Messico |
| Menzione Interni  | NoMad Hotel            | Los Angeles           | Stati Uniti | Studio Jacques Garcia      | Francia |
| Menzione Esterni  | Solaz Los Cabos        | San José del Cabo     | Messico     | Sordo Madaleno Arquitectos | Messico |

Ristoranti
| Premio o menzione | Progetto                    | Sede              | Paese       | Architetto o designer  | Paese       |
| ----------------- | --------------------------- | ----------------- | ----------- | ---------------------- | ----------- |
| Prix Versailles   | Argentalia                  | Città del Messico | Messico     | Faci Leboreiro         | Messico     |
| Menzione Interni  | Starbucks Reserve Roastery  | New York          | Stati Uniti |                        |             |
| Menzione Esterni  | McDonald's Chicago Flagship | Chicago           | Stati Uniti | Ross Barney Architects | Stati Uniti |

#### Asia centrale e nord-orientale
Esercizi commerciali
| Premio o menzione | Progetto            | Sede    | Paese | Architetto o designer | Paese       |
| ----------------- | ------------------- | ------- | ----- | --------------------- | ----------- |
| Prix Versailles   | Apple Cotai Central | Cotai   | Cina  | Foster + Partners     | Regno Unito |
| Menzione Interni  | Guiyang Zhongshuge  | Guiyang | Cina  | X+Living              | Cina        |
| Menzione Esterni  | Valextra            | Chengdu | Cina  | Neri&Hu               | Cina        |

Centri commerciali
| Premio o menzione | Progetto                | Sede      | Paese | Architetto o designer | Paese       |
| ----------------- | ----------------------- | --------- | ----- | --------------------- | ----------- |
| Prix Versailles   | Landmark Riverside Park | Chongqing | Cina  | LWK + Partners        | Cina        |
| Menzione Interni  | Tianjin Luneng CC Plaza | Tientsin  | Cina  | Benoy                 | Regno Unito |
| Menzione Esterni  | M·Cube                  | Pechino   | Cina  | MVRDV                 | Paesi Bassi |

Hotel
| Premio o menzione | Progetto         | Sede     | Paese | Architetto o designer | Paese       |
| ----------------- | ---------------- | -------- | ----- | --------------------- | ----------- |
| Prix Versailles   | The Morpheus     | Cotai    | Cina  | Zaha Hadid Architects | Regno Unito |
| Menzione Interni  | Shang Ju Hotel   | Yingshan | Cina  | Si Han Design         | Cina        |
| Menzione Esterni  | The Middle House | Shanghai | Cina  | Lissoni Architettura  | Italia      |

Ristoranti
| Premio o menzione | Progetto               | Sede           | Paese    | Architetto o designer              | Paese    |
| ----------------- | ---------------------- | -------------- | -------- | ---------------------------------- | -------- |
| Prix Versailles   | Song's Chinese Cuisine | Canton         | Cina     | Republican Metropolis Architecture | Cina     |
| Menzione Interni  | Kyoto Hyoto            | Kyoto          | Giappone | Chiba Manabu Architects            | Giappone |
| Menzione Esterni  | Greenhouse Restaurant  | Tian Fu Da Dao | Cina     |                                    |          |

#### Asia meridionale e Pacifico
Esercizi commerciali
| Premio o menzione | Progetto     | Sede         | Paese         | Architetto o designer               | Paese       |
| ----------------- | ------------ | ------------ | ------------- | ----------------------------------- | ----------- |
| Prix Versailles   | Türanga      | Christchurch | Nuova Zelanda | Architectus / Schmidt Hammer Lassen | Danimarca   |
| Menzione Interni  | Escada Sport | Sydney       | Australia     | Studio MKZ                          | Australia   |
| Menzione Esterni  | Bulgari      | Kuala Lumpur | Malaysia      | MVRDV                               | Paesi Bassi |

Centri commerciali
| Premio o menzione | Progetto             | Sede        | Paese      | Architetto o designer | Paese       |
| ----------------- | -------------------- | ----------- | ---------- | --------------------- | ----------- |
| Prix Versailles   | Iconsiam             | Bangkok     | Thailandia | Urban Architects      | Thailandia  |
| Menzione Interni  | The Chanakya         | Nuova Delhi | India      | Benoy                 | Regno Unito |
| Menzione Esterni  | Eastland Town Centre | Melbourne   | Australia  | acme                  | Regno Unito |

Hotel
| Premio o menzione | Progetto           | Sede                     | Paese     | Architetto o designer              | Paese      |
| ----------------- | ------------------ | ------------------------ | --------- | ---------------------------------- | ---------- |
| Prix Versailles   | Six Senses Bhutan  | Thimphu - Paro - Punakha | Bhutan    | Habita Architects                  | Thailandia |
| Menzione Interni  | The Datai Langkawi | Langkawi                 | Malaysia  | Didier Lefort Architectes Associés | Francia    |
| Menzione Esterni  | Capella Ubud       | Bali                     | Indonesia | Bensley                            | Indonesia  |

Ristoranti
| Premio o menzione | Progetto           | Sede      | Paese     | Architetto o designer | Paese      |
| ----------------- | ------------------ | --------- | --------- | --------------------- | ---------- |
| Prix Versailles   | Six Senses Uluwatu | Bali      | Indonesia | Blink Design          | Thailandia |
| Menzione Interni  | Blossom            | Singapore | Singapore | Brewin Design Office  | Singapore  |
| Menzione Esterni  | Nocenco Cafe       | Vinh      | Vietnam   | VTN Architects        | Vietnam    |

#### Europa
Esercizi commerciali
| Premio o menzione | Progetto             | Sede      | Paese   | Architetto o designer       | Paese       |
| ----------------- | -------------------- | --------- | ------- | --------------------------- | ----------- |
| Prix Versailles   | Apple Champs-Élysées | Parigi    | Francia | Foster + Partners           | Regno Unito |
| Menzione Interni  | Delvaux Le 27        | Bruxelles | Belgio  | Vudafieri Saverino Partners | Italia      |
| Menzione Esterni  | Apple Piazza Liberty | Milano    | Italia  | Foster + Partners           | Regno Unito |

Centri commerciali
| Premio o menzione | Progetto        | Sede      | Paese       | Architetto o designer            | Paese       |
| ----------------- | --------------- | --------- | ----------- | -------------------------------- | ----------- |
| Prix Versailles   | Coal Drops Yard | Londra    | Regno Unito | Heatherwick Studio               | Regno Unito |
| Menzione Interni  | WEZ             | Bärnbach  | Austria     | BEHF Architects                  | Austria     |
| Menzione Esterni  | Prado           | Marsiglia | Francia     | Benoy / Didier Rogeon Architecte | Regno Unito |

Hotel
| Premio o menzione | Progetto                       | Sede        | Paese   | Architetto o designer    | Paese   |
| ----------------- | ------------------------------ | ----------- | ------- | ------------------------ | ------- |
| Prix Versailles   | Le Lutetia                     | Parigi      | Francia | Wilmotte & Associés      | Francia |
| Menzione Interni  | Niehku Mountain Villa          | Riksgränsen | Svezia  | Stylt Trampoli           | Svezia  |
| Menzione Esterni  | Cugó Gran Macina Grand Harbour | Senglea     | Malta   | Edwin Mintoff Architects | Malta   |

Ristoranti
| Premio o menzione | Progetto            | Sede   | Paese   | Architetto o designer          | Paese   |
| ----------------- | ------------------- | ------ | ------- | ------------------------------ | ------- |
| Prix Versailles   | Motta Milano 1928   | Milano | Italia  | Collidanielarchitetto          | Italia  |
| Menzione Interni  | Hôtel Fauchon       | Parigi | Francia | Atelier Paluel-Marmont         | Francia |
| Menzione Esterni  | Le Pavillon Gabriel | Parigi | Francia | Bechu et Associés / Volume ABC | Francia |